# تيم جاكسون
تيم جاكسون (بالإنجليزية: Tim Jackson) (و. 1957  م) هو اقتصادي، وأستاذ جامعي، وكاتب بريطاني، وهو عضوٌ في منظمة نادي روما.

## التعليم
تعلم في كلية ميرتون.